# Янцен, Владислав Сергеевич
Владисла́в Серге́евич Я́нцен (род. 16 января 1993, Новокузнецк, Кемеровская область, Россия) — российский хоккеист, нападающий.

## Биография
Воспитанник хоккейных школ новокузнецкого «Металлурга» и ярославского «Локомотива».
Дебютировал в клубах Молодёжной хоккейной лиги — ярославском «Локо» (2010—2011), новокузнецких «Кузнецких Медведях» (2011—2013, одновременно в составе «Металлурга» принял участие в первом розыгрыше Кубка Надежды КХЛ), бердском «Кристалле» (2013/2014) и кирово-чепецкой «Олимпии» (2014/2015).
В сезоне 2015/2016, после 4 игр в составе дмитровского клуба «Звезда-ВДВ», заявившегося в Высшую хоккейную лигу, но вскоре снятого с розыгрыша, уехал в Белоруссию, где представлял в национальном чемпионате клуб «Брест». После возвращения в Россию, представляет клубы Первенства Высшей хоккейной лиги — в сезоне 2016/2017 набережночелнинские «Челны» и клуб «Тамбов», с 7 ноября 2017 года — барнаульский «Алтай», с 20 января 2019 года — «Чебоксары». Отыграв концовку сезона 2018/19 за чебоксарский клуб, вернулся в Барнаул, где вошёл в состав сменившего название клуб Первенства ВХЛ Динамо-Алтай.